# MMBW Channel
MMBW Channel är en kanal i Australien. Den ligger i kommunen Baw Baw och delstaten Victoria, omkring 120 kilometer öster om delstatshuvudstaden Melbourne.